# Loi sur la clarté référendaire
Lire en ligne

texte officiel

La Loi sur la clarté référendaire (anglais : Clarity Act) est une loi fédérale canadienne qui prévoit les modalités en cas de sécession de l'une des provinces. 
Elle vise particulièrement le Québec, où une partie de la population prône la souveraineté de la province.

## Origines
La loi fait suite à la tenue du référendum québécois de 1995 où les Québécois ont rejeté par une faible marge (50,6 %) le projet de souveraineté du Québec. Face à cette courte victoire, le gouvernement fédéral s'interroge sur les options à prendre. 
Le premier ministre du Canada Jean Chrétien déclare en entrevue, tout comme l'a fait Preston Manning avant lui, que la Constitution canadienne ne contient aucun mécanisme permettant la sécession d'une province. 
Adoptant un point de vue radicalement opposé, Stephen Harper, alors député du Parti réformiste du Canada, estime qu'une sécession éventuelle doit se faire dans un cadre légal et être considérée comme un amendement à la Constitution. En déposant un projet de loi allant en ce sens, il situe la question de l'indépendance du Québec sur le plan constitutionnel et modifie les termes du débat.

### Projet de loi C-341
En octobre 1996, Harper présente le projet de loi C-341, déterminant « les conditions auxquelles un référendum sur la séparation du Québec du Canada doit satisfaire pour être considéré comme l'expression véritable de la volonté de la population du Québec ». L'article premier de ce projet de loi déclare que le Canada ne reconnaîtra pas ce référendum si la question est ambiguë ou obscure ou si elle implique que le Québec a le droit de « modifier unilatéralement la Constitution du Canada relativement à la situation du Québec dans le Canada ».
Un autre article prévoit, en même temps que le référendum québécois, la tenue d'un référendum fédéral comprenant deux questions, dont la première est « a) le Québec devrait-il se séparer du Canada et devenir un pays indépendant sans lien juridique spécial avec le Canada - Oui ou Non? », tandis que la seconde porte sur la partition du Québec : « b) si le Québec se sépare du Canada, ma municipalité devrait-elle se séparer du Québec et continuer de faire partie du Canada - Oui ou Non ? ». Enfin, un référendum pan-canadien devrait approuver la sécession éventuelle du Québec.
Même si ce projet de loi meurt au feuilleton lors de la dissolution de la session parlementaire en avril 1997, il a inspiré la stratégie à suivre, avec la demande d'avis à la Cour suprême du Canada sur la sécession du Québec (1998) et la Loi sur la clarté (2000) qui y fait suite.

### Renvoi à la Cour suprême du Canada
En 1997, le gouvernement Chrétien confie à son ministre des affaires intergouvernementales Stéphane Dion le soin de gérer ce dossier, afin de déterminer les actions à prendre au cas où un autre référendum sortirait gagnant. La solution choisie est de demander l'avis de la Cour suprême du Canada sur trois questions :
« 1. L’Assemblée nationale, la législature, ou le gouvernement du Québec peut-il, en vertu de la Constitution du Canada, procéder unilatéralement à la sécession du Québec du Canada? »
« 2. L’Assemblée nationale, la législature, ou le gouvernement du Québec possède-t-il, en vertu du droit international, le droit de procéder unilatéralement à la sécession du Québec du Canada?  À cet égard, en vertu du droit international, existe-t-il un droit à l’autodétermination qui procurerait à l’Assemblée nationale, la législature, ou le gouvernement du Québec le droit de procéder unilatéralement à la sécession du Québec du Canada? »
« 3. Lequel du droit interne ou du droit international aurait préséance au Canada dans l’éventualité d’un conflit entre eux quant au droit de l’Assemblée nationale, de la législature ou du gouvernement du Québec de procéder unilatéralement à la sécession du Québec du Canada? »
Le 20 août 1998, la Cour suprême du Canada dépose le Renvoi relatif à la sécession du Québec, en réponse à ces questions. Selon la Cour, la Constitution repose sur des principes — le fédéralisme, la démocratie, la primauté du droit, et le respect des minorités — qui permettent d'affirmer qu'il y a obligation pour le Canada de négocier. Le Québec ne peut cependant pas invoquer le droit des peuples à l'autodétermination, car il « ne constitue pas un peuple colonisé ou opprimé ».
Toutefois, lorsqu'une province exprime par référendum la volonté de se séparer, le gouvernement fédéral et les autres provinces ont l'obligation constitutionnelle de négocier avec elle. La Cour pose deux conditions à cette obligation : la question posée au référendum doit être claire et le résultat du référendum doit être clair. Les parties ont en outre l'obligation de négocier de bonne foi. « Ainsi, un Québec qui aurait négocié dans le respect des principes et valeurs constitutionnels face à l'intransigeance injustifiée d'autres participants au niveau fédéral ou provincial aurait probablement plus de chances d'être reconnu qu'un Québec qui n'aurait pas lui‑même agi conformément aux principes constitutionnels au cours du processus de négociation. » La question de l'intégrité du territoire et de sa partition éventuelle est considérée comme une matière négociable, avec une prépondérance accordée à l'État fédéral : « le droit international attache une grande importance à l'intégrité territoriale des États Nations et, de manière générale, laisse le droit interne de l'État existant dont l'entité sécessionniste fait toujours partie décider de la création ou non d'un nouvel État ».
À la suite de ce jugement, Stéphane Dion élabore le projet de loi C-20 qui porte uniquement sur les conditions de « clarté » préalables à toute négociation. Cette loi sur la clarté sera adoptée le 29 juin 2000.

## Loi sur la clarté
En ce qui a trait à la question posée, la loi prévoit que, dès divulgation de la question posée au référendum, la Chambre des communes du Canada l'examine et détermine si elle est claire et permet à la population de la province de déclarer clairement sa volonté de cesser de faire partie du Canada et devenir un État indépendant. 
Une question portant uniquement sur l'ouverture de négociations ne serait pas acceptable.
En ce qui concerne une majorité claire, la Chambre des communes doit considérer plusieurs facteurs : « a) l’importance de la majorité des voix validement exprimées en faveur de la proposition de sécession; 
b) le pourcentage des électeurs admissibles ayant voté au référendum; 
c) tous autres facteurs ou circonstances qu’elle estime pertinents. »
Elle prend en compte les avis exprimés par les partis politiques de la province, les peuples autochtones et les diverses entités gouvernementales du Canada.
En vertu de cette loi, une question référendaire claire et une majorité claire constituent des conditions sine qua non afin que le Canada accepte de négocier bilatéralement les modalités de sécession de l'une de ses provinces.

## Réaction québécoise
Dès l'adoption de la Loi sur la clarté référendaire, le gouvernement du Québec réagit avec la Loi 99 ou Loi sur l'exercice des droits fondamentaux et des prérogatives du peuple québécois et de l'État du Québec. 
Cette loi, qui s'inspire également de l'arrêt de la Cour suprême du Canada, est sanctionnée le 13 décembre 2000.
Cette loi, que Lucien Bouchard décrit comme une « charte des droits politiques du peuple québécois », met l'accent sur le droit à l'autodétermination des peuples en vertu du droit international public. 
Elle énonce qu'une majorité simple de 50 % des voix plus une, constitue une expression claire au droit du peuple québécois de disposer de lui-même. 
Elle revendique aussi le droit à l'intégrité territoriale de la province de Québec. Cette loi reconnaît aussi le respect des droits de la minorité québécoise d'expression anglaise et des Autochtones du Québec. 
Enfin, dans les dispositions finales de cette loi, l'article 13 répond clairement à la loi fédérale canadienne sur la clarté référendaire en énonçant : « Aucun autre parlement ou gouvernement ne peut réduire les pouvoirs, l'autorité, la souveraineté et la légitimité de l'Assemblée nationale ni contraindre la volonté démocratique du peuple québécois à disposer lui-même de son avenir. »
Le 20 octobre 2013, le procureur général du Canada annonce qu'il contestera devant les tribunaux plusieurs aspects de la Loi 99. Cette décision du gouvernement conservateur est dénoncée par le chef du Bloc québécois comme étant en contradiction avec la reconnaissance en 2006 de la nation québécoise. 
Le 23 octobre, le Parlement du Québec appuie à l'unanimité une motion du gouvernement Marois dénonçant cette « intrusion du gouvernement du Canada dans la démocratie québécoise. »

## Validité des lois
La validité constitutionnelle de chacune de ces deux lois et le respect éventuel de leurs dispositions demeureront incertains. selon toute vraisemblance. jusqu'à la veille d'un nouveau référendum. Quoi qu'il en soit, la Cour suprême du Canada a essentiellement dit qu'un vote démocratique n'aurait en soi aucun effet juridique, car la sécession d'une province canadienne ne serait constitutionnellement valide qu'à la suite d'une négociation entre le gouvernement fédéral avec les autres gouvernements provinciaux et le gouvernement provincial dont la population aurait exprimé clairement, par une majorité claire, sa volonté de ne plus faire partie du Canada.
La Cour suprême du Canada ajoute qu'une sécession unilatérale de facto d'une province irait à l'encontre de la Constitution canadienne, mais qu'elle pourrait néanmoins être reconnue par la communauté internationale et que cette reconnaissance pourrait découler de la conduite de la province et du gouvernement fédéral avec les autres gouvernements provinciaux. Ainsi, on peut penser que ces deux lois sont relatives à la bonne ou à la mauvaise foi dans la négociation sur la sécession qui pourrait influer sur la reconnaissance internationale quant à la validité de la sécession. En effet, en vertu des principes constitutionnels non écrits du Canada, les deux principales parties ont l'obligation de négocier.

## Débat sur l'abrogation
En 2011, le député André Bellavance, du Bloc québécois, dépose le projet de loi C-457 visant à abolir la loi,. Ce projet est rejeté en 2013.